# Можу

Можу на карте штата.

Можу (порт. Moju) — муниципалитет в Бразилии, входит в штат Пара. Составная часть мезорегиона Северо-восток штата Пара. Входит в экономико-статистический микрорегион Томе-Асу. Население составляет 70 018 человек на 2010 год. Занимает площадь 9094,135 км². Плотность населения — 7,7 чел./км²
Праздник города — 28 августа. 

## История
Город основан 28 августа 1856 года. 

## Демография
Согласно сведениям, собранным в ходе переписи 2010 г. Национальным институтом географии и статистики (IBGE), население муниципалитета составляет:
| Полное население                               | Полное население                               | Полное население                               | Полное население                               | 70 018 |
| ---------------------------------------------- | ---------------------------------------------- | ---------------------------------------------- | ---------------------------------------------- | ------ |
| в том числе:                                   | Городское население                            | 25 162                                         | Процент городского населения, %                | 35,94  |
|                                                | Сельское население                             | 44 856                                         | Процент сельского населения, %                 | 64,06  |
|                                                | Мужское население                              | 36 666                                         | Процент мужского населения, %                  | 52,37  |
|                                                | Женское население                              | 33 352                                         | Процент женского населения, %                  | 47,63  |
| Плотность населения, чел/км²                   | Плотность населения, чел/км²                   | Плотность населения, чел/км²                   | Плотность населения, чел/км²                   | 7,70   |
| Население муниципалитета в % к населению штата | Население муниципалитета в % к населению штата | Население муниципалитета в % к населению штата | Население муниципалитета в % к населению штата | 0,92   |

По данным оценки 2015 года население муниципалитета составляет 77 385 жителей.

## Статистика
- Валовой внутренний продукт на 2003 год составляет 126 772 334,00 реалов (данные: Бразильский институт географии и статистики).
- Валовой внутренний продукт на душу населения на 2003 год составляет 2187,01 реалов (данные: Бразильский институт географии и статистики).
- Индекс развития человеческого потенциала на 2000 год составляет 0,643 (данные: Программа развития ООН).

## Административное деление
Муниципалитет состоит из 2 дистриктов:
| № | Наименование дистрикта | Наименование дистрикта (порт.) | Территория, км² | Население, чел.(2010) | Население, чел.(2010) | Население, чел.(2010) | Плотность, чел./км² | Код дистрикта |
| № | Наименование дистрикта | Наименование дистрикта (порт.) | Территория, км² | всего                 | городское             | сельское              | Плотность, чел./км² | Код дистрикта |
| 1 | Можу                   | Moju                           | 241,81          | 52 596                | 23 855                | 28 741                | 217,51              | 150470305     |
| 2 | Кайрари                | Cairari                        | 629             | 17 422                | 1307                  | 16 115                | 27,7                | 150470310     |

## Важнейшие населенные пункты
| № | Населённый пункт | Населённый пункт (порт.) | Категория | Население чел. (2010) | На карте                       |
| - | ---------------- | ------------------------ | --------- | --------------------- | ------------------------------ |
| 1 | Можу             | Moju                     | город     | 23 855                | 1°53′13″ ю. ш. 48°46′03″ з. д. |
| 2 | Нова-Вида        | Nova Vida                | поселок   | 1633                  | 2°05′38″ ю. ш. 48°40′14″ з. д. |
| 3 | Кайрари          | Cairari                  | поселок   | 1307                  | 2°31′05″ ю. ш. 49°02′15″ з. д. |
| 4 | Олью-д'Агуа      | Olho d'Água              | поселок   | 870                   | 2°15′08″ ю. ш. 48°47′32″ з. д. |
| 5 | Боа-Эсперанса    | Boa Esperança            | поселок   | 831                   | 2°18′24″ ю. ш. 48°46′29″ з. д. |